# Moneta

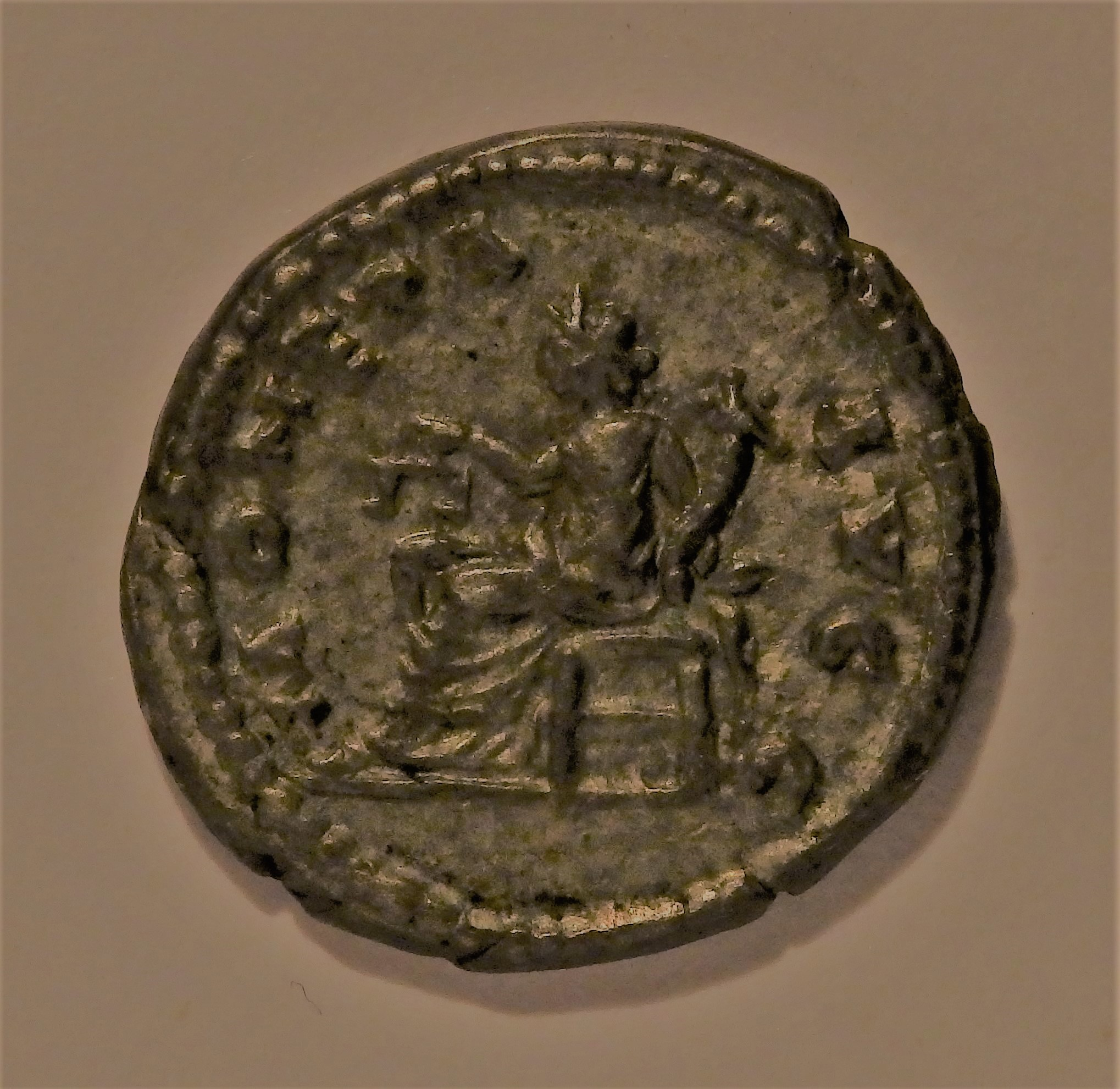
Moneta auf einem Denar des Kaisers Septimius Severus

Moneta (lat. „Mahnerin“) ist der Beiname der römischen Göttin Iuno. Ihr Kult wurde in Rom im Jahre 345 v. Chr. eingeführt. In oder neben deren Tempel befand sich auf dem römischen Kapitol eine Münzstätte. Die Büste der Göttin zierte auch einige der dort geprägten Münzen.  
Seit Domitian erscheint auf römischen Münzen die Darstellung der Moneta als Personifikation des Münzwesens oder der Münzprägestätte typischerweise mit einer Waage in der Hand.
Ursprünglich bedeutete moneta „Mahnerin“ oder auch „Erinnerung“. Später erhielt die Münzstätte und dann das Geld diesen Namen. Moneta wird heute gewöhnlich mit „Geld“ übersetzt. Von diesem Wort leitet sich ebenfalls die deutsche Bezeichnung „Münzen“ ab. Im 17. Jahrhundert kam die damals studentische Bezeichnung „Moneten“ im deutschen Sprachgebrauch auf.